# Parco nazionale di Lo Go Xa Mat
Il parco nazionale di Lo Go Xa Mat (in vietnamita:Vườn quốc gia Lò Gò-Xa Mát) è un'area naturale protetta del Vietnam. È stato istituito nel 2002 e occupa una superficie di 187,65 km², nel distretto di Tan Bien, nel Tây Ninh.

## Fauna
Nel parco vivono Polyplectron germaini, Grus antigone, Lophura diardi, Buceros bicornis, Macronus kelleyi, Leptoptilos javanicus, Pseudibis davisoni, Pelecanus philippensis, Pelargopsis capensis, Ciconia episcopus, Pitta elliotii, Anastomus oscitans, Nycticebus cinereus, Nycticebus pygmaeus, Macaca leonina, Macaca fascicularis, Macaca arctoides,.

## Attività
Nel parco si possono fare safari e bird-watching.